# Thomas Kerr (Generalmajor)
Thomas Kerr († 1637) war ein schwedischer Generalmajor und Akteur im Dreißigjährigen Krieg.

## Leben
Kerr diente 1621 im Rang eines Leutnants mit selbst geworbenen Truppen aus den Generalstaaten im Fußregiment Philipp von Mansfelds. 1622 avancierte er zum Kapitän und bereits 1623 stand er als Obristleutnant im Hof- bzw. Garnisonregiment James Seaton in Riga. Seaton hatte bei der Erstürmung Rigas 1621 ein Bein verloren und verstarb zu Beginn des Jahres 1625. Nun übernahm Melchior von Wurmbrand das Regiment. 1629 übernahm Kerr, eben zum Oberst befördert und von der schwedischen Krone mit einer Landdonation bedacht, das Regiment, wohl zunächst als Kommandeur. Im Herbst 1632, begab er sich mit 788 Mann nach Stralsund, nachdem er durch Heiraten viele Männer in Riga verloren hatte. Danach hielt er sich im März 1633 in Stettin auf und begab sich von dort zum Juni 1634 nach Freistadt in Schlesien. Am 11. August 1635 wurde Kerr zwar unter den ranghohen schwedischen Offizieren genannt, die nach dem Prager Frieden mit Axel Oxenstierna und Johan Banér in Magdeburg eine gegenseitige Treueverpflichtung unterzeichneten, war allerdings nicht persönlich anwesend. Bereits im Rang eines Generalmajors hielt er sich im Mai 1636 in Werben auf. Mit seinem Kontingent nahm er am 4. Oktober 1636 an der für die Schweden siegreichen Schlacht bei Wittstock teil. 1637 soll Kerr verstorben sein.

## Briefe
- 1633 an Johan Banér ()
- 1633–1636 an Axel Oxenstierna af Södermöre ()
- 1635 an Alexander von Erskein ()